# 《你想活出怎样的人生》获奖列表
《你想活出怎样的人生》是一部于2023年上映的日本动画奇幻电影，由宫崎骏编剧和导演，吉卜力工作室制作。其日语片名引用自吉野源三郎1937年出版的同名小说。本片的日语配音阵容包括山时聪真、菅田将晖、柴崎幸、爱缪、木村佳乃、木村拓哉、小林薰和大竹忍等。影片讲述了太平洋战争期间，一个名叫牧真人的少年在母亲去世后搬到了一个陌生的小镇上，在那的一座废弃塔楼中发现了一个奇幻世界，并与一只会说话的苍鹭展开了冒险故事。
本片由东宝公司发行，于2023年7月14日在日本上映。同年9月7日，该片在2023年多伦多国际电影节上举行国际首映，并于11月22日进行预映后在12月8日登陆美国影院。该片获得了影评人的普遍好评；在影评聚合网站烂番茄上，250位影评人给出了97%的好评率，平均评分为8.5分（满分10分）。截至2024年5月15日，该片国际票房收入达2.942亿美元，成为日本影史上票房第五高的电影。 
《你想活出怎样的人生》获得了许多奖项和提名，尤其是其动画和由久石让创作的音乐。在第96届奥斯卡金像奖颁奖典礼上，宫崎骏和制片人铃木敏夫获得了最佳动画片奖——这是继宫崎骏2001年的电影《千与千寻》之后，第二部获此殊荣的手绘动画作品。在第81届金球奖上，该片获得最佳动画长片奖，久石让获得最佳原创配乐奖提名。在第77届英国电影学院奖上，宫崎骏与铃木敏夫获得最佳动画长片奖，这是日语电影首次获此殊荣。

## 荣誉
| 奖项                       | 颁奖日期       | 类别                         | 得奖者                 | 结果   | 引据          |
| -------------------------- | -------------- | ---------------------------- | ---------------------- | ------ | ------------- |
| 奥斯卡金像奖               | 2024年3月10日  | 最佳动画片                   | 宫崎骏和鈴木敏夫       | 獲獎   | [ 11 ]        |
| 藝術指導工會傑出作品設計獎 | 2024年2月10日  | 动画电影杰出制作设计奖       | 武重洋二               | 提名   | [ 14 ]        |
| 安妮獎                     | 2024年2月17日  | 最佳动画片                   | 《你想活出怎样的人生》 | 提名   | [ 15 ]        |
| 安妮獎                     | 2024年2月17日  | 剧情片导演                   | 宫崎骏                 | 提名   | [ 15 ]        |
| 安妮獎                     | 2024年2月17日  | 故事片制作中故事板的杰出成就 | 宫崎骏                 | 獲獎   | [ 15 ]        |
| 安妮獎                     | 2024年2月17日  | 动画片制作编剧               | 宫崎骏                 | 提名   | [ 15 ]        |
| 安妮獎                     | 2024年2月17日  | 剧情长片角色动画杰出成就奖   | 本田雄                 | 獲獎   | [ 15 ]        |
| 安妮獎                     | 2024年2月17日  | 剧情片音乐杰出成就奖         | 久石让                 | 提名   | [ 15 ]        |
| 安妮獎                     | 2024年2月17日  | 动画片制作杰出制作设计奖     | 武重洋二               | 提名   | [ 15 ]        |
| 好萊塢影評人協會           | 2024年1月6日   | 最佳动画片                   | 《你想活出怎样的人生》 | 提名   | [ 16 ] [ 17 ] |
| 好萊塢影評人協會           | 2024年1月6日   | 最佳国际电影制片人           | 宫崎骏                 | 獲獎   | [ 16 ] [ 17 ] |
| 奥斯汀影评人协会奖         | 2024年1月10日  | 最佳动画片                   | 《你想活出怎样的人生》 | 提名   | [ 18 ]        |
| 奥斯汀影评人协会奖         | 2024年1月10日  | 最佳国际电影                 | 《你想活出怎样的人生》 | 提名   | [ 18 ]        |
| 女性电影记者联盟奖         | 2024年1月3日   | 最佳动画电影                 | 《你想活出怎样的人生》 | 獲獎   | [ 19 ]        |
| 波士頓影評人協會奖         | 2023年12月10日 | 最佳动画电影                 | 《你想活出怎样的人生》 | 獲獎   | [ 20 ]        |
| 英国电影学院奖             | 2024年2月18日  | 最佳动画电影                 | 宫崎骏和鈴木敏夫       | 獲獎   | [ 12 ]        |
| 波士頓影評人協會奖         | 2023年12月12日 | 最佳动画电影                 | 《你想活出怎样的人生》 | 獲獎   | [ 21 ] [ 22 ] |
| 波士頓影評人協會奖         | 2023年12月12日 | 最佳外语片                   | 《你想活出怎样的人生》 | 提名   | [ 21 ] [ 22 ] |
| 电影音响协会奖             | 2024年3月2日   | 动画电影混音杰出成就奖       | 笠松广司               | 提名   | [ 23 ]        |
| 评论家选择电影奖           | 2024年1月14日  | 最佳动画片                   | 《你想活出怎样的人生》 | 提名   | [ 24 ]        |
| 评论家选择超级奖           | 2024年4月4日   | 最佳科幻/奇幻电影            | 《你想活出怎样的人生》 | 提名   | [ 25 ]        |
| 达拉斯—沃斯堡影评人协会奖  | 2023年12月18日 | 最佳动画片                   | 《你想活出怎样的人生》 | 獲獎   | [ 26 ]        |
| 多力安電影獎               | 2024年2月26日  | 年度非英语电影               | 《你想活出怎样的人生》 | 提名   | [ 27 ]        |
| 多力安電影獎               | 2024年2月26日  | 年度动画电影                 | 《你想活出怎样的人生》 | 獲獎   | [ 27 ]        |
| 多力安電影獎               | 2024年2月26日  | 年度电影音乐                 | 久石让                 | 提名   | [ 27 ]        |
| 佛罗里达影评人协会奖       | 2023年12月21日 | 最佳影片                     | 《你想活出怎样的人生》 | 獲獎   | [ 28 ] [ 29 ] |
| 佛罗里达影评人协会奖       | 2023年12月21日 | 最佳外语片                   | 《你想活出怎样的人生》 | 提名   | [ 28 ] [ 29 ] |
| 佛罗里达影评人协会奖       | 2023年12月21日 | 最佳动画片                   | 《你想活出怎样的人生》 | 獲獎   | [ 28 ] [ 29 ] |
| 佛罗里达影评人协会奖       | 2023年12月21日 | 最佳配乐                     | 久石让                 | 獲獎   | [ 28 ] [ 29 ] |
| 乔治亚影评人协会奖         | 2024年1月5日   | 最佳动画片                   | 《你想活出怎样的人生》 | 亚军   | [ 30 ]        |
| 乔治亚影评人协会奖         | 2024年1月5日   | 最佳独立影片                 | 《你想活出怎样的人生》 | 提名   | [ 30 ]        |
| 金球獎                     | 2024年1月7日   | 最佳动画电影                 | 《你想活出怎样的人生》 | 獲獎   | [ 32 ]        |
| 金球獎                     | 2024年1月7日   | 最佳原创配乐                 | 久石让                 | 提名   | [ 32 ]        |
| 休斯顿影评人协会奖         | 2024年1月22日  | 最佳动画片                   | 《你想活出怎样的人生》 | 提名   | [ 33 ]        |
| 休斯顿影评人协会奖         | 2024年1月22日  | 最佳原创配乐                 | 久石让                 | 提名   | [ 33 ]        |
| 阿姆斯特丹奇幻影展         | 2023年11月4日  | 银尖叫奖                     | 《你想活出怎样的人生》 | 獲獎   | [ 34 ]        |
| IndieWire影评人奖          | 2023年12月11日 | 最佳国际电影                 | 《你想活出怎样的人生》 | 第三名 | [ 35 ]        |
| 國際電影迷協會             | 2024年2月11日  | 最佳影片                     | 《你想活出怎样的人生》 | 提名   | [ 36 ] [ 37 ] |
| 國際電影迷協會             | 2024年2月11日  | 最佳动画片                   | 《你想活出怎样的人生》 | 獲獎   | [ 36 ] [ 37 ] |
| 國際電影迷協會             | 2024年2月11日  | 最佳配乐                     | 久石让                 | 獲獎   | [ 36 ] [ 37 ] |
| 國際電影迷協會             | 2024年2月11日  | 最佳音响设计                 | 笠松广司               | 提名   | [ 36 ] [ 37 ] |
| 国际电影音乐评论家协会     | 2024年2月22日  | 年度最佳电影配乐             | 久石让                 | 提名   | [ 38 ] [ 39 ] |
| 国际电影音乐评论家协会     | 2024年2月22日  | 最佳动画电影原创配乐         | 久石让                 | 獲獎   | [ 38 ] [ 39 ] |
| 日本電影學院獎             | 2024年3月8日   | 年度动画                     | 《你想活出怎样的人生》 | 獲獎   | [ 40 ]        |
| 伦敦影评人协会奖           | 2024年2月4日   | 年度外语片                   | 《你想活出怎样的人生》 | 提名   | [ 41 ] [ 42 ] |
| 伦敦影评人协会奖           | 2024年2月4日   | 年度动画电影                 | 《你想活出怎样的人生》 | 獲獎   | [ 41 ] [ 42 ] |
| 洛杉磯影評人協會奖         | 2023年12月10日 | 最佳动画片                   | 《你想活出怎样的人生》 | 獲獎   | [ 20 ]        |
| 每日電影獎                 | 2024年1月19日  | 大藤信郎獎                   | 《你想活出怎样的人生》 | 獲獎   | [ 43 ]        |
| 國家評論協會               | 2023年12月6日  | 十佳电影                     | 《你想活出怎样的人生》 | 獲獎   | [ 44 ]        |
| 紐約影評人協會奖           | 2023年11月30日 | 最佳动画片                   | 《你想活出怎样的人生》 | 獲獎   | [ 45 ]        |
| 在线影评人协会奖           | 2024年1月22日  | 最佳动画片                   | 《你想活出怎样的人生》 | 提名   | [ 46 ]        |
| 美国制片人协会奖           | 2024年2月25日  | 最佳动画电影                 | 铃木敏夫               | 提名   | [ 47 ]        |
| 聖地牙哥影評人協會奖       | 2023年12月19日 | 最佳动画片                   | 《你想活出怎样的人生》 | 獲獎   | [ 48 ]        |
| 舊金山灣區影評人協會       | 2024年1月9日   | 最佳动画片                   | 《你想活出怎样的人生》 | 獲獎   | [ 49 ]        |
| 卫星奖                     | 2024年3月3日   | 最佳動畫或混合媒體           | 《你想活出怎样的人生》 | 獲獎   | [ 50 ]        |
| 西雅图影评人协会奖         | 2024年1月8日   | 最佳动画片                   | 《你想活出怎样的人生》 | 提名   | [ 51 ]        |
| 西雅图影评人协会奖         | 2024年1月8日   | 最佳国际影片                 | 《你想活出怎样的人生》 | 提名   | [ 51 ]        |
| 作曲家和作词家协会奖       | 2024年2月13日  | 杰出电影配乐                 | 久石让                 | 提名   | [ 52 ]        |
| 圣路易斯影评人协会奖       | 2023年12月17日 | 最佳动画片                   | 《你想活出怎样的人生》 | 亚军   | [ 53 ]        |
| 多伦多影评人协会奖         | 2023年12月17日 | 最佳动画片                   | 《你想活出怎样的人生》 | 亚军   | [ 54 ]        |
| 多倫多國際電影節           | 2023年9月17日  | 人民选择奖                   | 《你想活出怎样的人生》 | 亚军   | [ 55 ]        |
| 华盛顿特区影评人协会       | 2023年12月10日 | 最佳动画片                   | 《你想活出怎样的人生》 | 提名   | [ 56 ]        |
| 华盛顿特区影评人协会       | 2023年12月10日 | 最佳声乐表演                 | 菅田将晖               | 提名   | [ 56 ]        |